# 布恰诺
布恰诺（義大利語：Bucciano），是意大利贝内文托省的一个市镇。总面积7.9平方公里，人口2061人，人口密度260.9人/平方公里（2009年）。ISTAT代码为062010。